# جيمس جاي كيلباتريك
جيمس جاي كيلباتريك (بالإنجليزية: James J. Kilpatrick)‏ هو مؤلف وصحفي وكاتب أمريكي، ولد في 1 نوفمبر 1920 في أوكلاهوما سيتي في الولايات المتحدة، وتوفي في 15 أغسطس 2010 في واشنطن العاصمة في الولايات المتحدة بسبب قصور القلب.

## وصلات خارجية
- جيمس جاي كيلباتريك على موقع IMDb (الإنجليزية)
- جيمس جاي كيلباتريك على موقع إن إن دي بي (الإنجليزية)